# Henryk Mazur
Henryk Mazur (ur. 29 stycznia 1953 w Tarnowie) – polski zapaśnik stylu wolnego, trener, olimpijczyk z Montrealu 1976 i Moskwy 1980. Występował w kategorii średniej.
Mistrz Polski w kategorii średniej w latach 1975, 1978-1979 oraz w kategorii półciężkiej w roku 1980.
Reprezentował barwy Gwardii Warszawa.
Uczestnik mistrzostw świata w Mińsku (1975), podczas których zajął 4. miejsce i Meksyku (1978), podczas których zajął 6. miejsce.
Uczestnik mistrzostw Europy w Ludwigshafen am Rhein (1975), w których zajął 5. miejsce oraz Sofii (1978), gdzie zajął 7. miejsce.
Na igrzyskach w Montrealu wystartował w wadze średniej, zajmując 6. miejsce.
Na igrzyskach olimpijskich w Moskwie wystartował w wadze średniej, zajmując 4. miejsce.
Po zakończeniu kariery sportowej wyjechał z kraju i osiadł w Szwecji.